# James Carr (zanger)
James Carr (Coahoma, 13 juni 1942 - Memphis, 7 januari 2001) was een Amerikaans southern soul- en rhythm & blues-zanger. In 1966 en 1967 kende hij een wervelende start van zijn carrière en binnen enkele jaren werd hem de stress van het artiestenleven te groot. In de jaren zeventig en negentig lukte het hem om weer enigszins terug te komen, al belette de depressiviteit hem telkens om voor zijn succes te gaan. Zijn stem is wel vergeleken met die van Otis Redding en hij werd in een adem genoemd met Redding, Percy Sledge en Aretha Franklin.

## Biografie
Carr werd geboren in Mississippi en ging op jonge leeftijd met zijn ouders naar Memphis. Zijn vader was een predikant en de jonge James zong vanaf zijn negende in de kerk. Vervolgens zong hij gedurende zijn tienerjaren mee in verschillende gospelgroepen, waaronder in de Harmony Echoes die onder leiding stonden van Roosevelt Jamison. Carr wilde ook graag iets anders zingen dan gospelmuziek en Jamison hielp hem mee een solocontract te krijgen. Een poging bij Stax Records mislukte, maar bij Goldwax Records aan het eind van 1964 lukte het hem wel om indruk te maken. In de jaren die volgden bracht hij daar een aantal singles uit. Hij bracht met zijn bariton-stem een Motown-achtig stemgeluid voort dat weg had van een mengeling van soul en blues.
In 1966 had hij zijn eerste hitsingle met You've got my mind messed up, met een top 10-notering in de Billboard Hot R&B en op nummer 63 in de Billboard Hot 100. Op dat moment werd zijn zangstem weleens vergeleken met die van Otis Redding. Hierna volgden verschillende hits. Zijn werk viel ook op bij andere artiesten en werd bijvoorbeeld gecoverd door de Flying Burrito Brothers, Clarence Carter, Aretha Franklin en Linda Ronstadt. In Nederland waren het bijvoorbeeld The Cats die een nummer van hem coverden, namelijk I don't want to be hurt op Colour us gold (1969). Hij werd in die jaren wel in een adem genoemd met artiesten als Redding, Franklin en Percy Sledge.
Jamison was al die tijd bij hem gebleven en dit veranderde toen Carr tekende met Reddings manager Phil Walden. De stress van de optredens viel Carr zwaar en het lukte hem niet om ermee om te gaan. In 1968 had zijn psychische staat er inmiddels al zodanig onder te lijden dat zelfs de plaatopnames hem moeite kostten. Uiteindelijk lukte het hem dan toch om zijn elpee af te ronden met de titel A man needs a woman. In 1969 liepen de spanningen echter alweer zo hoog op, dat hij tijdens een Goldwax-sessie in Muscle Shoals voor een microfoon voor zich uit zat te staren. Niet lang erna ging hij failliet. Hij werd door Capitol uitgekocht en vervolgens nam hij nog slechts één single op bij Atlantic Records.
In 1977 had hij de draad weer opgepakt en bracht hij een single uit bij het label River City dat door Jamison werd gerund. Rond 1979 ging hij voor een tournee naar Japan die aanvankelijk goed van start ging. Mogelijk was het echter door de antidepressiva die hij nam, dat hij tijdens een van de optredens in Tokio roerloos in de microfoon stond te staren, alsof hij onder hypnose stond. In de jaren tachtig verbleef hij vervolgens bij zijn zus in Memphis en verkeerde hij in een staat van weinig bewustzijn van de wereld om hem heen.
Hij wist er dankzij medicijnen toch weer bovenop te komen en in 1991 nam hij met hulp van Jamison en Quinton Claunch een album op bij Goldwax Records, die nieuw leven ingeblazen was. Ondanks dat de opnames veel van hem gevergd hadden, ging hij zelfs weer op tournee met bluesoptredens in de VS en Europa. In 1994 bracht hij nog een album uit bij het label Soultrax van Claunch.
Kort daarna werd bij hem de diagnose longkanker gesteld. Hij vocht nog een aantal jaren tegen deze ziekte en overleed uiteindelijk in Memphis in 2001 op 58-jarige leeftijd.

## Discografie

### Hitsingles
- 1966: You've got my mind messed up
- 1966: Love attack
- 1966: Pouring water on a drowning man
- 1967: The dark end of the street
- 1967: Let It happen
- 1967: I'm a fool for you, duet met Betty Harris
- 1968: A man needs a woman
- 1968: Life turned her that way
- 1969: Freedom train
- 1969: To love somebody

### Albums
- 1966: You got my mind messed up
- 1968: A man needs a woman
- 1991: Take me to the limit
- 1994: Soul survivor
- 1994: Complete, vol. 1 en 2, verzamelalbum
- 1995: The essential james car, verzamelalbum
- 2001: 24 karat soul, verzamelalbum
- 2001: The complete goldwax singles, verzamelalbum
- 2004: My soul is satisfied/the rest of james carr, verzamelalbum

- Bibliothèque nationale de France: cb15042113s (data)
- Gemeinsame Normdatei: 136005675
- International Standard Name Identifier: 0000 0000 7846 4551
- Library of Congress Control Number: no96040927
- MusicBrainz: b718fc50-a266-482b-aa52-74760387352e
- Virtual International Authority File: 66750441
- WorldCat: E39PBJkp33RQwGfpXbYGJTcdcP